# 南浦文之
南浦文之（1555年—1620年10月25日），日本臨濟宗僧人，活躍於安土桃山時代至江戶時代前期。
南浦文之俗姓湯淺氏。1555年（弘治元年）出生在日向國飫肥的南鄉外浦。12歲進入龍源寺，拜臨濟宗僧人一翁玄心為師，法名玄昌，學習禪和儒學。後來又跟隨來自明朝僧人的江夏友賢學習五經和周易。他在章句和訓詁方面非常優秀。15歲時前往京都東福寺龍吟庵，成為熙春龍喜的法嗣。
1602年（慶長七年），薩摩藩藩主島津家久創建大龍寺，邀請南浦文之擔任開山住持。翌年家久拜見德川家康時，在家康的推薦下，南浦文之為建長寺舉行了上堂秉拂的儀式。後水尾天皇聞其學識淵博，將其召入宮中講解四書。
因南浦文之精通章句，深得島津義久、義弘、家久等人的信賴。他為薩摩藩撰寫對明朝、琉球、呂宋、安南等國的外交文書，這些文書被收錄於《南浦文集》裡。另外，他的文章《鐵炮記》詳細記載了鐵炮傳入日本的經過。
1620年（元和六年）圓寂，享年66歲。葬於今鹿兒島縣姶良市太平山安國寺，其墓地現在是日本國史跡。

## 外部連結
- （日語）《南浦文集》（共三卷） （页面存档备份，存于）